# Workrave
Workrave 是自由軟體，設計為防止重複性勞損、腕隧道症候群、近視等疾病。
動畫角色在螢幕上移動，引導使用者做伸展運動。
本軟體使用GTK+圖像部件工具箱（widget toolkit），以及其他GNOME庫。

## 其他
- RSIBreak
- xwrits